# Teodors Bergs
Teodors Bergs (Theodore Berg) (27 de juliol de 1902, Riga - octubre de 1966, Riga) fou un mestre d'escacs letó.
|  |

El 1926, fou segon a Riga, darrere Vladimirs Petrovs. El 1930 a Riga va ser tercer (va guanyar Movsas Feigins). El 1932, fou segon, rere Petrovs, al Campionat de Riga.
Fou tercer, rere Paul Felix Schmidt i Paul Keres, a Tallinn (Reval) 1935. Ocupà el lloc catorzè al fort torneig de Kemeri 1937 (van triomfar-hi Salo Flohr, Petrovs i Samuel Reshevsky). El 1937, va fer quart a Riga (Quadrangular, va guanyar Paul List). Va empatar en sisè-setè lloc al Campionat de Letònia de Riga 1941 (guanyat per Alexander Koblencs).
Va desenvolupar la variant Berg (1.d4 Cf6 2.Cf3 b6 3.g3 Ab7 4.Ag2 c5 5.c4 cxd4 6.Dxd4) dins el sistema Marienbad (A47 en codi ECO) de la defensa índia de dama.